# 德斯特里亚纳
德斯特里亚纳，是西班牙卡斯蒂利亚-莱昂莱昂省的一个市镇。 总面积56平方公里，总人口790人（001年），人口密度14人/平方公里。